# Poecilopachys minutissima
Poecilopachys minutissima là một loài nhện trong họ Araneidae.
Loài này thuộc chi Poecilopachys. Poecilopachys minutissima được Pater Chrysanthus miêu tả năm 1971.